# 20046 Seronik
20046 Seronik è un asteroide della fascia principale. Scoperto nel 1993, presenta un'orbita caratterizzata da un semiasse maggiore pari a 2,558494 UA e da un'eccentricità di 0,163593, inclinata di 10,196769° rispetto all'eclittica. Ha un diametro di 5,388 km.